# Rhacaplacarus
Rhacaplacarus är ett släkte av kvalster. Rhacaplacarus ingår i familjen Phthiracaridae.

## Dottertaxa tillRhacaplacarus, i alfabetisk ordning[1]
- Rhacaplacarus aduncatus
- Rhacaplacarus ambiguus
- Rhacaplacarus amoenus
- Rhacaplacarus aokii
- Rhacaplacarus baggioi
- Rhacaplacarus brevisetus
- Rhacaplacarus contrarius
- Rhacaplacarus diaphoros
- Rhacaplacarus dikros
- Rhacaplacarus discrepus
- Rhacaplacarus ecphylus
- Rhacaplacarus evexus
- Rhacaplacarus eximius
- Rhacaplacarus frater
- Rhacaplacarus fusticulus
- Rhacaplacarus gladius
- Rhacaplacarus granulatus
- Rhacaplacarus incredibilis
- Rhacaplacarus inflatus
- Rhacaplacarus jacoti
- Rhacaplacarus kaszabi
- Rhacaplacarus laetabilis
- Rhacaplacarus laterospinosus
- Rhacaplacarus loebli
- Rhacaplacarus longipilosus
- Rhacaplacarus machadoi
- Rhacaplacarus mekistos
- Rhacaplacarus mirandus
- Rhacaplacarus montigenus
- Rhacaplacarus multipilosus
- Rhacaplacarus ngongi
- Rhacaplacarus optivus
- Rhacaplacarus ortizi
- Rhacaplacarus perezinigoi
- Rhacaplacarus persimilis
- Rhacaplacarus pervigens
- Rhacaplacarus rafalskii
- Rhacaplacarus scrupeus
- Rhacaplacarus sedecimus
- Rhacaplacarus spinatus
- Rhacaplacarus spiniferus
- Rhacaplacarus spiniger
- Rhacaplacarus stenodes
- Rhacaplacarus styphelos
- Rhacaplacarus succinctus
- Rhacaplacarus tanzicus
- Rhacaplacarus thoreaui
- Rhacaplacarus zicsii